# Roberto Baldazzini
Roberto Baldazzini (Vignola, 18 agosto 1958) è un illustratore e fumettista italiano, noto principalmente per i suoi comic book erotici.

## Biografia
Baldazzini ha iniziato a interessarsi all'arte grafica dopo avere conseguito il diploma in commercio. Nel 1980 è stato il cofondatore del fanzine Pinguino, per il quale ha creato il personaggio dell'investigatore Ronnie Fumoso avvalendosi dei testi scritti da Daniele Brolli. Al suo esordio professionale ha continuato la collaborazione di lavoro con Brolli creando la serie incentrata sull'altro investigatore, Alan Hassad, pubblicata sulla rivista Orient Express a partire dal 1982.
Il primo personaggio femminile creato da Baldazzini, su testi di Lorena Canossa, risale al 1984 (n. 22 di Orient Express) ed è rappresentato da Stella Noris, una diva del cinema degli anni 1940-1950. In seguito l'autore ha lavorato anche per la pubblicità, il design e l'illustrazione (Vanity, Marie Claire), continuando a dedicarsi alle figure femminili finché, dopo avere iniziato la collaborazione con la rivista Blue nel 1995, la sua produzione artistica ha preso a incentrarsi più esplicitamente sull'erotismo. Oltre ad avere raffigurato donne dalla conturbante sensualità, tra i protagonisti dei suoi principali lavori figurano anche personaggi transgender come nel caso della saga Casa HowHard e di Beba - Le 110 pompe.

Nel 2013, per The Box Edizioni, ha pubblicato L'inverno di Diego, fumetto che racconta della resistenza partigiana durante la Seconda Guerra Mondiale, nel periodo della Repubblica Sociale Italiana. Opera autoconclusiva, ma pensata come prima di una quadrilogia, il fumetto è ambientato a Vignola, in provincia di Modena, dove l’autore è nato e vive.
Attivo anche in ambito pubblicitario, Baldazzini ha realizzato le campagne nazionali della TIM, di Erg ed Axe.
Nel 2020 vengono pubblicati tre albi per la serie Le Storie della Sergio Bonelli Editore nei quali Baldazzini esegue i disegni su sceneggiatura di Michele Masiero.

## Opere (parziale)

### Fumetti
- Alan Hassad. Un giorno soltanto, Milano, L'isola trovata, 1985 (testi di Daniele Brolli).
- Stella Noris. Uragano, Roma, Comic Art, 1989 (testi di Lorena Canossa).
- Ombre d'amore, Bologna, Granata Press, 1990 (testi di Lorena Canossa).
- Jim, Bologna, Granata Press, 1991 (testi di Pino Cacucci). ISBN 88-7248-015-9.
- 31-12-1999, Bologna, Granata Press, 1992  (testi di Lorena Canossa). ISBN 88-7248-030-2.
- Trans-Est, Bologna, Phoenix Enterprise, 1994 (testi di Daniele Brolli). ISBN 88-86435-01-0.
- Risvegli, Bologna, Phoenix Enterprise, 1994  (testi di Elena La Spisa).
- Sweet Susy, Bologna, Kappa Edizioni, 1997 (testi di Elena La Spisa). ISBN 88-87497-54-0.
- Casa HowHard, Roma, Castelvecchi, 1997.
- Who killed Bettie, Roma, Sound&Vision, 1997 (testi di Michele Masiero).
- Chiara Rosenberg, Roma, Mare nero, 1998. ISBN 978-88-87495-00-3.
- Bizarreries Book One, Glittering Images, 2001 (con Franco Saudelli).
- Casa HowHard 2. La sfida, Roma, Mare nero, 2001. ISBN 978-88-87495-20-1.
- Ines - La ragazza pneumatica, Bologna, Kappa Edizioni, 2002 (testi di Celestino Pes). ISBN 88-87497-96-6.
- Bizarreries Book Two, Glittering Images, 2002 (con Franco Saudelli).
- Beba – Le 110 pompe, Bologna, Kappa Edizioni, 2006. ISBN 978-88-7471-128-4.
- Dei e Uomini, Panini Comics, 2013 (testi di Jean-Pierre Dionnet).
- L'inverno di Diego, Bologna, The Box Edizioni, 2013. ISBN 978-88-6846-000-6.
- Hollywoodland 1 - Babilonia, Sergio Bonelli (Le Storie n. 93), giugno 2020, (sceneggiatura di Michele Masiero)
- Hollywoodland 2 - Polvere e sangue, Sergio Bonelli (Le Storie n. 94), luglio 2020, (sceneggiatura di Michele Masiero)
- Hollywoodland 3 - Il grande nulla, Sergio Bonelli (Le Storie n. 95), agosto 2020, (sceneggiatura di Michele Masiero)

### Fumetti in edizioni estere
- Stella Norris 1. Hurricane, Carlsen Verlag, Germania, 1992, (testi di Lorena Canossa). ISBN 978-3-551-01921-9.
- Stella Noris 2. Die Stimme des Blutes, Carlsen Verlag, Germania, 1992, (testi di Lorena Canossa). ISBN 978-3-551-01922-6.
- Casa Howhard Vol.1, NBM Publishing Company, Stati Uniti, 2004. ISBN 978-1-56163-292-3.
- Casa Howhard Vol.3, NBM Publishing Company, Stati Uniti, 2005. ISBN 978-1-56163-410-1.
- Bayba: Lady Brown, NBM Publishing Company, Stati Uniti, 2008. ISBN 978-1-56163-539-9.
- Casa Howhard Vol.5 - Manga Dreams, NBM Publishing Company, Stati Uniti, 2010. ISBN 978-1-56163-598-6.

### Cataloghi d’arte e libri
- Sexyrama - L'immagine della donna nelle copertine dei periodici dal 1960 al 1979, Roma, Coniglio Editore, 2008. ISBN 978-88-6063-134-3.
- Sofia Loren “Rapita dal cinema”, Roma, Struwwelpeter, 2010 (prefazione di Vincenzo Mollica). ISBN 978-88-6237-030-1.

## Premi e riconoscimenti
- 1986, Premio A.N.A.F., Modena
- 1990, Premio Lucca Incontri, Lucca
- 1998, Lucca Comics & Games - Miglior disegnatore italiano[6], Lucca
- 2001, Expocartoon - Premio Caran D'Ache come miglior illustratore italiano, Roma
- 2024 ZHARA: PORTFOLIO LIMITED EDITION REGULAR E DELUXE!!!